# هامبورگ-میته
هامبورگ-میته (به آلمانی: Bezirk Hamburg-Mitte) یک منطقهٔ مسکونی در آلمان است که در هامبورگ واقع شده‌است. هامبورگ-میته ۱۴۲٫۲ کیلومتر مربع مساحت و ۲۸۹٬۸۷۶ نفر جمعیت دارد و ۱۰ متر بالاتر از سطح دریا واقع شده‌است.

## خواهرخوانده
شهر Hongkou خواهرخواندهٔ هامبورگ-میته هست.